# Ліза Джуелл
Ліза Джуелл (нар. 19 липня 1968) — британська письменниця популярної фантастики. Серед її книг — «Вечірка Ральфа», «Тридцять нічого», «Після вечірки» (продовження "Вечірки Ральфа "), «Потім вона пішла», «Сім'я нагорі», «Невидима дівчина» та «Ніч, коли вона зникла». Її остання книга «Breaking the Dark» була опублікована в липні 2024 року та поклала початок серії кримінальних романів Marvel.

## Життя
Джуелл народилася в Лондоні та здобула освіту в католицькій гімназії Святого Михайла у Фінчлі, північний Лондон. Після одного дня в шостому класі вона залишила школу, щоб пройти базовий курс мистецтва в Барнет-коледжі, а потім отримати диплом модної ілюстрації в Епсомській школі мистецтва та дизайну.
Вона кілька років працювала в роздрібній торгівлі одягом, зокрема в Warehouse і Thomas Pink.
Після звільнення Джуелл прийняла виклик своєї подруги Ясмін Боланд написати три розділи роману в обмін на вечерю в її улюбленому ресторані. Зрештою ці три розділи переросли в дебютний роман Джуелл «Вечірка Ральфа», який став дебютним романом-бестселером Великобританії в 1999 році.
У 2008 році вона була нагороджена премією імені Меліси Натан за комедійний роман за роман «Вулиця мрій, 31».
Зараз вона живе в районі Лондона Swiss Cottage зі своїм чоловіком Яшею та доньками Амелі Мей (2003 р.н.) та Еві Скарлетт (2007 р.н.).